# Haunoldgruppe
Die Haunoldgruppe (italienisch Gruppo Rondoi-Baranci) ist die nordwestlichste Untergruppe der Sextner Dolomiten. Ihr höchster Gipfel ist der Haunold (ital. Rocca dei Baranci) mit 2966 m s.l.m.

## Lage
Die Haunold-Gruppe liegt südlich des Pustertals, im Osten befindet sich das Sextental, und das Innerfeldtal trennt sie vom Massiv der Dreischusterspitze (3152 m). Im Süden ragen über dem Rienztal die Drei Zinnen auf und nach Westen schließlich fallen die Ausläufer der Gruppe ins Höhlensteintal ab. Sie ist im Naturpark Drei Zinnen unter Schutz gestellt.
Der gezackte Felskamm der Haunoldgruppe ist ein Wahrzeichen von Innichen. Der Gipfel des Haunolds liegt genau südlich von Innichen, weshalb er früher auch „Zwölfer“ genannt wurde.

## Tourismus
Die Berggruppe ist für Sommer- und Wintertourismus erschlossen, etwa durch ein Skigebiet, Wanderwege und eine Sommerrodelbahn.

## Erstbesteigungen
Der Hauptgipfel des Haunolds wurde – als erster Gipfel in der Haunoldgruppe überhaupt – zum ersten Mal von J. Oberschneider am 28. Juli 1878 von Norden her betreten. Der heutige Normalweg von Süden über ausgedehnte Schuttfelder wurde im selben Jahr ebenfalls von J. Oberschneider erstbegangen.
Die erste Skibesteigung eines namhaften Dolomitengipfels, des Hochebenkopfs (2905 m), erfolgte im Jahre 1907 durch R. Löschner und Gefährten.

## Gipfel
- Haunold (2966 m) mit Ostgipfel (2907 m), Westgipfel (2933 m) und Südgipfel (2860 m).
- Gantkofel (2697 m)
- Toblacher Neunerkofel (2581 m)
- Birkenkofel (2922 m), Hochebenkofel (2905 m)
- Südlicher (2848 m) und Nördlicher Bullkopf (2817 m)
- Schwalbenkofel (2873 m)
- Haunoldköpfl (2160 m)